# Kerkelijke rechtbank
Een kerkelijke rechtbank is een rechtbank waar rechtsgeschillen behandeld worden op basis van het kerkelijk recht en waarvan de oplossing tot de bevoegdheid van de Kerk behoort.  Ze staan geheel los van de burgerlijke rechtbanken.  De Kerk heeft het recht te oordelen over alle godsdienstige kwesties en met deze verband houdende zaken, over de schending van kerkelijke wetten en volgens de canonieke wetgeving ook over burgerlijke zaken en strafzaken betreffende personen die vallen onder het zogenaamde privilegium fori.  De kerkelijke rechtbanken zijn onder andere bevoegd in zaken over huwelijksrecht en kunnen een kerkelijk huwelijk nietig verklaren.  De Katholieke Kerk vaardigt geen wetten uit die indruisen tegen de geldende rechtsorde, tenzij deze rechtsorde afwijkt van het goddelijk recht of het natuurrecht. Dit kan bijvoorbeeld het geval zijn bij wetgeving rond racisme, euthanasie of abortus provocatus.
Een officiaal is een rechter aan een kerkelijke rechtbank van de Katholieke Kerk. Op verzoek van de bisschop helpen de kerkelijk juristen soms ook bij het oplossen van conflicten in parochies.
De Apostolische Penitentiarie, de Hoogste Rechtbank van de Apostolische Signatuur en de Sacra Rota Romana zijn de drie gerechtshoven van de Curie.